# Sierra de Ador

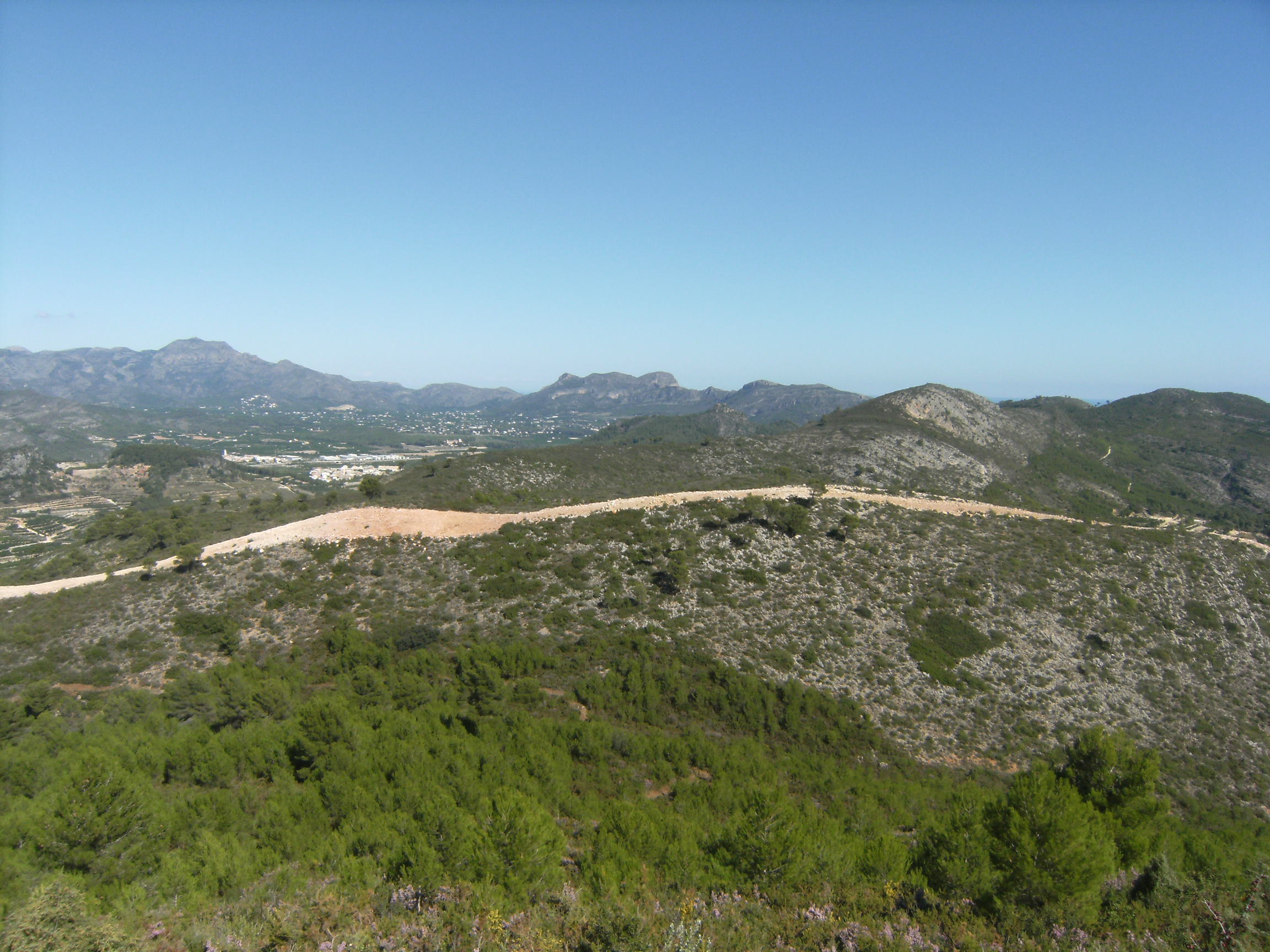
Alineación montañosa llamada Sierra de Ador.

La sierra de Ador es una pequeña alineación montañosa de la Comunidad Valenciana. Es paralela al río Serpis, y divide las aguas de los ríos Vernisa y Serpis. Esta sierra se separa del macizo de La Safor y se extiende de oeste a este hasta la Huerta de Gandía, elevándose hasta la cota de 680 m en la montaña de la Cuta.

## Flora
Su vegetación se caracteriza por pinos y monte bajo, si bien está abancalada en sus partes más bajas destinándose al cultivo de naranjos.
- Datos: Q9077084
- Multimedia: Serra d'Ador / Q9077084